# Trianaea nobilis
Trianaea nobilis är en potatisväxtart som beskrevs av Jules Émile Planchon och Linden. Trianaea nobilis ingår i släktet Trianaea och familjen potatisväxter. Inga underarter finns listade i Catalogue of Life.